# 聂耳小提琴

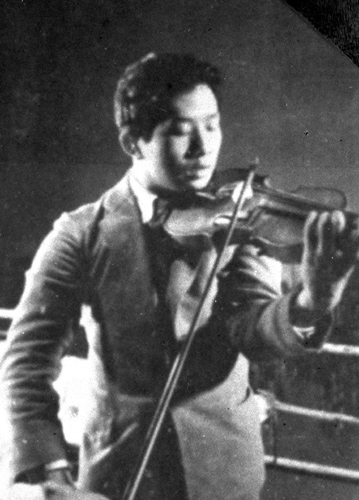
正在演奏小提琴的聂耳

聂耳小提琴，中国云南省博物馆的一件藏品，国家一级文物，中国近代音乐家聂耳曾经使用的小提琴，是他创作后来被用作中华人民共和国国歌的《义勇军进行曲》时所用的乐器。

## 历史背景
被誉为“乐器皇后”的小提琴是17世纪西方最为重要的乐器之一，从1920年开始传入中国。聂耳出生在云南昆明，从小热爱音乐，精通笛子、二胡、三弦、月琴等多种乐器。1930年初，聂耳离开昆明，前往大都市上海，在打工的同时从未放弃音乐。1931年初，聂耳帮助朋友代租电影片邮寄回昆明，获得100元酬金，汇给母亲一半后，用剩余的钱买了一把廉价的二手小提琴、几本乐谱和一件冬衣。
1932年，聂耳凭借自学小提琴演奏，考入联华影业公司歌舞学校。数月后，他成为明月歌剧社的乐队小提琴师，并开始着手创作革命音乐、歌舞。1933年8月，聂耳用小提琴为电影《母性之光》创作了插曲《开矿歌》。之后，聂耳又通过小提琴创作出《码头工人》《卖报歌》《大路歌》等革命歌曲。1935年，聂耳为电影《风云儿女》创作主题曲《义勇军进行曲》，不久在日本神奈川县藤泽市溺水身亡。
后来，《义勇军进行曲》在1949年被选为中华人民共和国代国歌，1982年被确定为中华人民共和国国歌。

## 收藏展览
1950年代，聂耳的亲友将近5000件聂耳遗物捐赠给云南省博物馆，其中包括聂耳的个人用品、作品手稿、文章文稿、小说、剧本、日记、书信等，该小提琴也在其中。自2016年10月1日起，云南省博物馆将聂耳小提琴放置在三楼“百年风云”展厅的一个独立展柜中展出。

## 相关
聂耳小提琴是云南省博物馆参加综艺节目《国家宝藏》第二季的三件文物之一，由张若昀担任明星守护人。
聂耳小提琴在《全国馆藏文物名录》的登记名称为“民国聂耳的小提琴”，普查登记号为5301002180000110221901。